# Burning Heart Records
Burning Heart Records es un sello discográfico independiente formado en 1993 en Fagersta, Suecia. Aunque actualmente reside en Örebro, con una sucursal alemana en Berlín, abierta a fines de 2003.
En 2002, el sello independiente estadounidense Epitaph Records adquirió el 51 por ciento de Burning Heart. y que posee los derechos para distribuir las producciones de Burning Heart en América del Norte.
El sello se enfoca en el punk, aunque también han lanzado bandas de rock, ska, noise y hip hop.

## Bandas

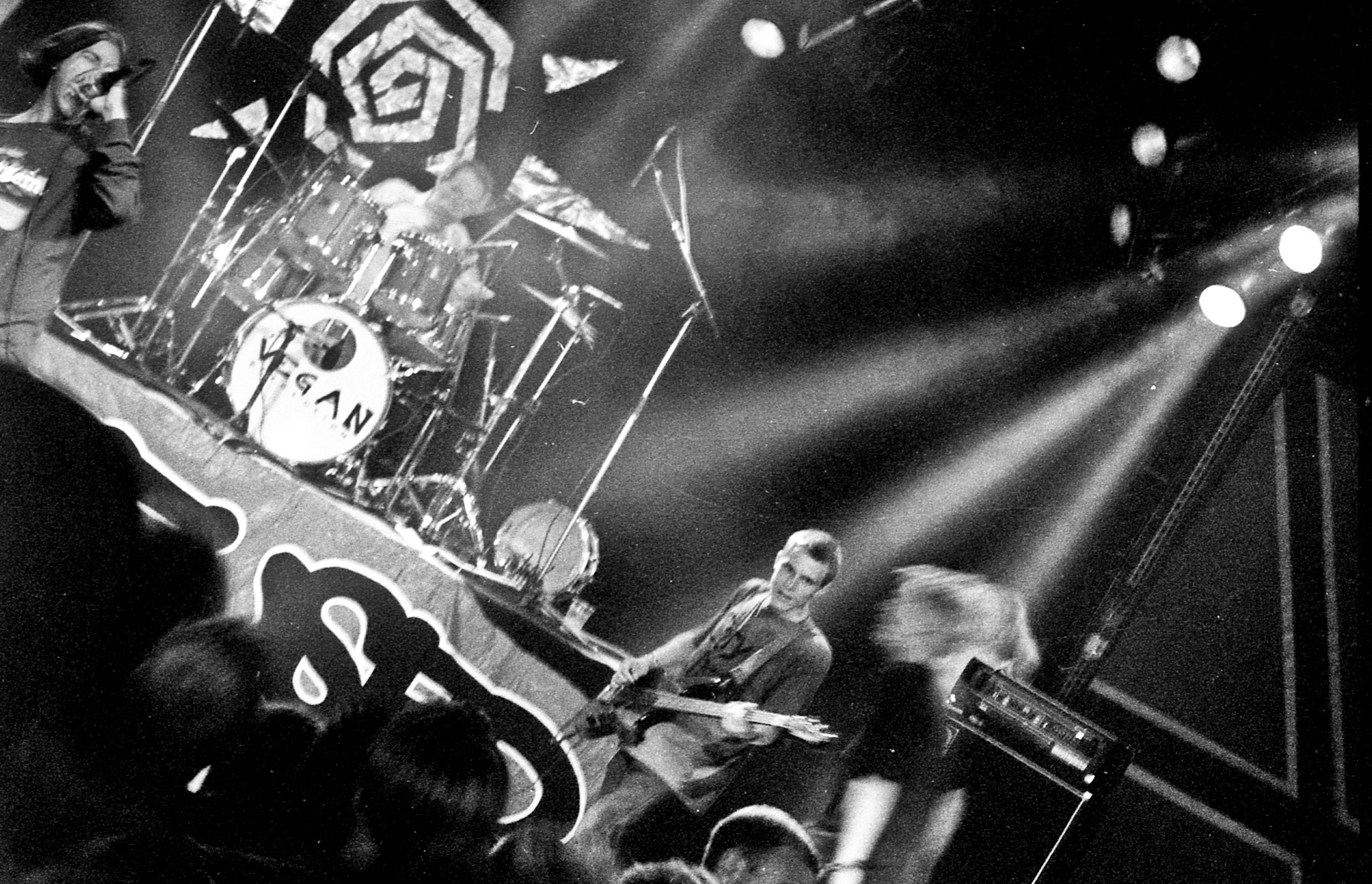
El grupo sueco Refused lanzó varios álbumes junto al sello, en los años 90s.

| - 59 Times the Pain - The Accidents - Asta Kask - Between Us - Bodyjar - Bombshell Rocks - Boysetsfire - Booze & Glory - Brand New Unit - Breach - The Business - C.Aarmé - Chickenpox - The Cigarres - Club Killers - Division of Laura Lee - Donots - Dropkick Murphys - Flogging Molly - Franky Lee - Give Up the Ghost - Gundog - Guttersnipe - Hell Is for Heroes - Her Bright Skies - The Hives - Home Grown - The (International) Noise Conspiracy - The Lost Patrol - Kid Down - Liberator - Looptroop - Merryland | - Midtown - Millencolin - Mindjive - Moneybrother - Monster - Nasum - Nicola Sarcevic - Nine - No Fun at All - Parkway Drive - Path of No Return - The Peepshows - The Products - The Promise Ring - Promoe - Puffball - Raised Fist - Randy - Reducers S.F. - Refused - Samiam - Satanic Surfers - Section 8 - The Skalatones - Sober - Sounds Like Violence - Sparks of Seven - Team Blender - Tribulation - Turbonegro - Voice of a Generation - The Weakerthans - Within Reach |

## Referencias

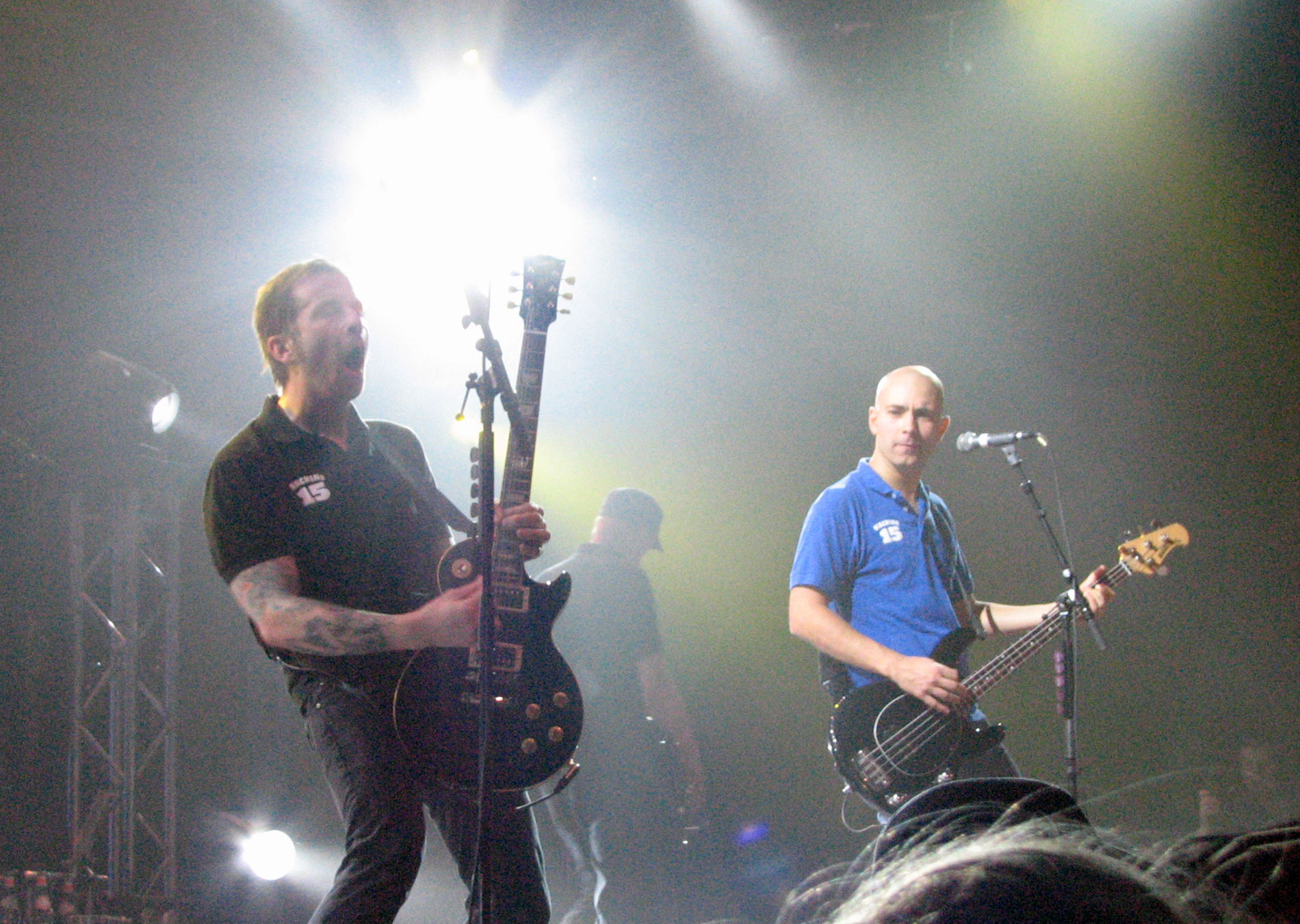
Casi la totalidad de su discografía de Millencolin ha sido lanzada por el sello.